# Participación por plusvalía
La captura, participación o contribución por valorización, o por plusvalía (en inglés betterment tax o betterment levy) es un impuesto sobre los bienes raíces que aumenten su valor de mercado dada la ejecución de obras de interés público a su alrededor. Tiene destinación específica para la construcción de obras públicas determinadas, las cuales aumentan a su vez al valor del inmueble, y la calidad de vida de sus ocupantes o proprietarios.
Es común escuchar que a esta normativa se le dice valorización pero técnicamente tiene diferencias fundamentales. 
Existen distintas metodologías para aplicarla y cada país crea la normativa y los procedimientos para lograrlo pero en general "No es una tasa, ya que no existe una prestación de un servicio público de manera individual para cada inmueble, y no es un impuesto, ya que no corresponde al valor del predio. En la CM se construyen obras a cambio de valorización del suelo, y los propietarios aportan a la construcción de la infraestructura en proporción al beneficio obtenido y a su capacidad de pago"
Hay una variedad de interpretaciones sobre este concepto. Unos académicos la entienden como "La captura de valor implica la posibilidad de generar y/o capturar “valor” público, a partir de las mejoras producidas directamente por las decisiones u obras públicas", otros como "la toma de parte del incremento del valor de la tierra derivado de desarrollos tangibles (inversión pública en infraestructura y servicios) e intangibles (cambios socioeconómicos o en las normas y reglamentos por parte del sector público); que permite a los municipios, entre otros fines, producir y/o financiar bienes públicos y mitigar la presión de estrés fiscal"

## En América Latina

### Colombia
En Colombia, la contribución de valorización se ha aplicado desde 1921, en otros estudios se dice que se más ampliamente desde principio de los años 90: "En Colombia, el concepto de recuperación de plusvalías se incorporó en el régimen urbanístico a inicios de los años noventa, definiendo la participación en plusvalía como uno de los instrumentos más importantes. Sin embargo, pese a ser un mecanismo tan poderoso para las autoridades gubernamentales del nivel local, hoy más de dos décadas después de la aprobación de la Ley, es poco lo que se conoce sobre dicho instrumento" 
El modelo aplicado depende de la ciudad. 
El “modelo Bogotá” de valorización se parece más a un impuesto generalizado para cubrir el costo de las obras. En Bogotá está reglamentado bajo el Artículo 1 del Acuerdo 7 de 1987, por el cual se adopta el Estatuto de Valorización del Distrito Especial de Bogotá
El “modelo Medellín” se acerca más a la Participación en la Plusvalía por obras públicas.
"aunque una importante cantidad de municipios incorpora el tributo en sus normas territoriales, este instrumento, pese a sus potencialidades, no se ha consolidado como fuente importante de financiación, siendo los pequeños y medianos municipios aquellos que más han movilizado dicha participación en el contexto de sus transformaciones de crecimiento urbano y decisiones de ordenamiento territorial"

### México
En 2019, dentro de la ley de Vivienda de este país (2016), "La Asamblea Legislativa solicitó la eliminación de la palabra plusvalía, para sustituirla por la palabra mejoras. Los integrantes de la Comisión de Vivienda de la Asamblea Legislativa del Distrito Federal (ALDF), aprobaron en lo general y en lo particular la nueva redacción"
En México, se pueden imponer impuestos de valorización a personas que se beneficien de trabajos hidráulicos públicos, destinándose los dineros recaudados la Comisión Nacional de Agua.

### Argentina
Se nombra como Contribución de Mejoras, como un instrumento de recuperación de plusvalías por parte del estado. Se usa aproximadamente desde 1950 en este país. 
Esta herramienta, por su estructura y aplicación, tiene naturalmente consecuencias distributivas y sobre el desarrollo urbanístico. Más aún, este tipo de instrumentos es considerado por los especialistas fundamentalmente como un mecanismo para promover equidad en las ciudades más que como una manera de mejorar la autonomía fiscal municipal.
En la actualidad existen distintas metodologías en relación con la aplicación práctica del instrumento desde el punto de vista de la base imponible sobre la que se aplica el gravamen. Uno de sus usos, el más común y extendido, es el relacionado directamente al cobro sobre los inmuebles beneficiados de modo tal que se financie el costo total de la obra pública.
1. Doble tasación (antes y después de la obra): como se mencionó arriba esto es un procedimiento más costoso y requiere de un análisis estandarizado que logre considerar y controlar por las distintas características de los inmuebles afectados.
2. Recurrir a presunciones como la fijación de una alícuota proporcional al valor del inmueble, presumiéndose que dicha alícuota es indicativa de la valorización.
3. Por último, el método más usado es el reparto del costo de la obra entre quienes se consideran beneficiados, lo cual naturalmente no siempre refleja la verdadera valorización.

Sus características son:
- Recae sobre los beneficiarios directamente
- Es ocasional y temporaria
- Originada con un propósito particular
- Concluida cuando ese propósito se ha cumplido

## En Europa

### Alemania
En Alemania, Ley Alemana de Impuesto de Valorización ayudó a prevenir una burbuja inmobiliaria a pesar de que otros países la sufrieron. Esto, debido las condiciones de pago de interés mínimo de 10 años de duración y 50% de valuación que impone esta ley. 
Su mecanismo es desincentivar a especuladores de bienes raíces, quienes son los principales causantes de burbujas inmobiliarias. Usualmente, los especuladores obtienen préstamos de bancos, e invierten en inmuebles que creen subirán de precio. El problema es que no existe limitación en la cantidad de dinero que pueden pedir prestado, o cuánto dinero los bancos le pueden prestar. Dado a esto, a gran escala los especuladores pueden distorsionar el mercado con sus inversiones, desconectando el precio de mercado del valor del bien inmueble subyacente.
La Ley Alemana de valorización reduce el poder de los especuladores, ya que los obliga a pagar intereses sobre sus préstamos durante mínimo 10 años, y durante el ciclo económico siguiente i.e. un total de al menos 15 años. Esto evita las compras-ventas rápidas y especulativas, permitiendo que el mercado mantenga precios más razonables para compradores no especulativos, y protegiendo la economía.

### España
En España existe el IIVTNU (Impuesto sobre el Incremento de Valor de los Terrenos de Naturaleza Urbana), también conocido como plusvalía municipal o arbitrio de plusvalía, impuesto encuadrado en el sistema tributario local de España, que grava el incremento de valor de los terrenos urbanos puesto de manifiesto en el momento de la transmisión.